# Cheerleader per sempre
Cheerleader per sempre (Senior Year) è un film del 2022 diretto da Alex Hardcastle. 
Il film vede l'attrice comica Rebel Wilson nella doppia veste di protagonista e co-produttrice.

## Trama
Nel 1999, la quattordicenne Stephanie Conway si è appena trasferita dall'Australia negli Stati Uniti dopo aver perso la madre a causa di un cancro. Inserirsi nella nuova scuola si rivela difficile: i compagni la ignorano e si sente emarginata. Dopo una disastrosa festa di compleanno al locale alla moda "Rock N' Bowl", alla quale partecipano solo i suoi unici amici, Seth e Martha, Stephanie decide di cambiare la propria vita. Il suo obiettivo è uscire dall'anonimato e diventare una delle ragazze più popolari. Nei successivi tre anni si trasforma: cambia look, affina il suo atteggiamento, diventa capitano della squadra di cheerleader e si fidanza con l'affascinante Blaine, conquistandosi un posto tra le ragazze più popolari del liceo.
Nel 2002, Stephanie è determinata a vincere il titolo di reginetta del ballo di fine anno, considerandolo il passo decisivo per ottenere "la vita perfetta", ispirata dal modello di Deanna Russo, un'ex alunna che, dopo il diploma, si è sposata e ora vive in una lussuosa villa.
Stephanie vive con il padre vedovo e resta amica di Martha e Seth, quest'ultimo segretamente innamorato di lei ma incapace di dichiararsi, temendo la competizione con Blaine. Tuttavia, la sua popolarità la mette in contrasto con Tiffany, ricca e prepotente cheerleader nonché ex fidanzata di Blaine, che vede in lei una rivale per il titolo di reginetta. Le due ragazze si scontrano su ogni cosa, dalla coreografia per l'esibizione delle cheerleader all'after-party post-ball, che Stephanie ha organizzato nella casa sul lago di Martha, mentre Tiffany ne ha preparato uno molto più sontuoso nella sua villa.
Durante uno spettacolo di cheerleading prima di una partita, Tiffany convince le sue amiche a sabotare l'atterraggio finale di Stephanie. L'acrobazia fallisce e la ragazza cade rovinosamente a terra, subendo un grave trauma cranico che la manda in coma.
Vent'anni dopo, nel 2022, Stephanie si risveglia dal coma. Ora ha 37 anni, ma per lei il tempo sembra essersi fermato. Suo padre e Martha, ora preside e allenatrice delle cheerleader alla Harding High, la riportano a casa. Durante il tragitto, Stephanie si ferma davanti alla vecchia villa di Deanna Russo e scopre con sorpresa che ora appartiene a Tiffany e Blaine, che si sono sposati.
Con il riluttante sostegno del padre e di Martha, Stephanie decide di tornare a scuola per completare l'ultimo anno. Qui ritrova anche Seth, che ora lavora come bibliotecario.
Ben presto, però, si rende conto che il liceo è molto cambiato: Martha ha eliminato le gerarchie sociali, quindi non esistono più gruppi popolari né competizioni. Il titolo di re e regina del ballo di fine anno è stato abolito, le cheerleader non sono più il fulcro della scuola e si esibiscono in routine semplici, senza coreografie elaborate né una figura di capitano. Inoltre, Bri, la figlia di Tiffany e Blaine, è la ragazza più popolare della scuola grazie alla sua enorme influenza sui social media.
Determinata a riconquistare la sua popolarità, Stephanie sfrutta i social e riesce nel suo intento quando una coreografia audace da lei creata senza il permesso di Martha diventa virale. Il giorno successivo, Martha la affronta, rivelandole quanto sia stata ferita, anni prima, dal suo allontanamento in favore della popolarità. Anche Seth le confida di essersi sentito trascurato.
Più tardi, Stephanie esce con Seth e insieme assistono a una proiezione di Deep Impact. I due si avvicinano, dopo aver fatto cacciare Tiffany dal cinema per comportamento molesto. Più tardi, al Rock N' Bowl, Stephanie confessa che vuole vincere il titolo di reginetta del ballo per rendere orgogliosa la madre defunta.
Nel frattempo, Tiffany, temendo il successo di Stephanie, usa l’influenza di Bri per ripristinare il concorso di re e regina del ballo e organizza un after-party esclusivo, invitando tutti gli studenti tranne Stephanie. Quest'ultima, per ripicca, ospita un party nella casa sul lago di Martha a sua insaputa.
La sera del ballo, Seth accompagna Stephanie, ma rimane deluso quando vede Blaine tentare di baciarla, ignaro del fatto che fosse ubriaco. Il titolo di re del ballo viene assegnato a Lance, il fidanzato di Bri, mentre Tiffany, manipolando i voti, assicura che sua figlia vinca il titolo di reginetta. Tuttavia, Bri, stanca del controllo materno, rinuncia alla corona, che così passa a Stephanie. Mentre Stephanie e Lance danzano insieme, gli studenti si stringono attorno a lei in segno di approvazione. Bri, infine, convince tutti a partecipare al party di Stephanie, che si rivela un successo… fino a quando Tiffany non lo interrompe. Martha, furiosa, affronta Stephanie per aver usato la sua casa senza permesso.
Sulla strada di casa, Stephanie scopre con sorpresa che il suo autista della Lyft è una Deanna Russo ormai di mezza età. Deanna le racconta che suo marito l'ha lasciata prima dei 30 anni e, non avendo una laurea, ha faticato a ricostruirsi una vita. Ora lavora in diversi impieghi part-time e fatica a pagarsi il college. Prima di scendere dall'auto, le lascia un consiglio: non commettere i suoi stessi errori.
Più tardi, Bri affronta Tiffany, accusandola di essere troppo concentrata sulle apparenze e poco attenta alla felicità della sua famiglia. La costringe quindi a scusarsi con Stephanie, che accetta e la esorta a dare più importanza a sua figlia piuttosto che alla reputazione.
All’inizio, Stephanie è riluttante a partecipare alla cerimonia di diploma, ma suo padre la convince a farlo. Davanti a tutti, si scusa con i suoi amici e follower, promettendo di essere finalmente sé stessa. Durante la cerimonia, Martha, Seth e gli altri organizzano a sorpresa una coreografia per lei, ricreando la sua ultima esibizione da cheerleader. Sul palco, Stephanie fa pace con Martha, bacia finalmente Seth e invita Tiffany a unirsi a loro. Concludendo la routine con il salto che vent'anni prima l'aveva mandata in coma.

## Produzione
Il film è stato girato ad Atlanta fra maggio e luglio 2021.

## Distribuzione
Il film è stato distribuito direttamente nel mercato on demand dalla piattaforma Netflix, la quale lo ha reso disponibile a partire dal 13 maggio 2022.

## Accoglienza

### Pubblico
Immediatamente dopo la sua pubblicazione, Cheerleader per sempre è diventato il film più guardato del momento fra tutti quelli disponibili nel catalogo Netflix, rientrando nella top 10 dei film più guardati sulla piattaforma in 93 nazioni.

### Accoglienza
Sull'aggregatore Rotten Tomatoes il film riceve il 27% delle recensioni professionali positive con un voto medio di 4,5 su 10 basato su 37 critiche, mentre su Metacritic ottiene un punteggio di 47 su 100 basato su 13 critiche.